# 스톡포트 도시 자치구

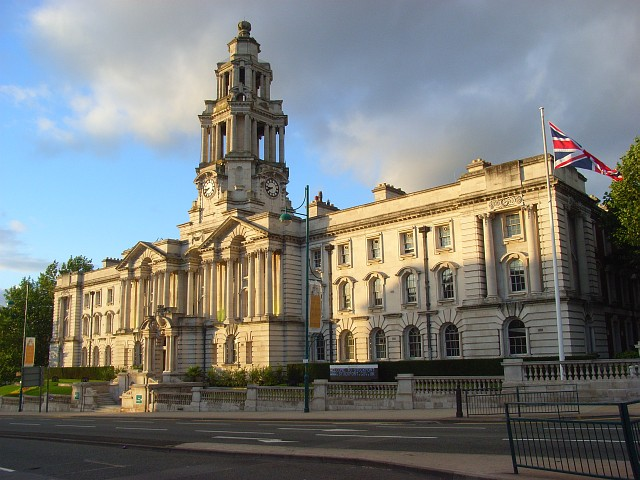
스톡포트 시청

스톡포트 도시 자치구의 위치

스톡포트 도시 자치구(영어: Metropolitan Borough of Stockport)는 잉글랜드 그레이터맨체스터주에 위치한 도시 자치구로 중심 도시는 스톡포트이며 면적은 126.0km2, 높이는 78m, 인구는 286,755명(2014년 기준), 인구 밀도는 2,275명/km2이다.

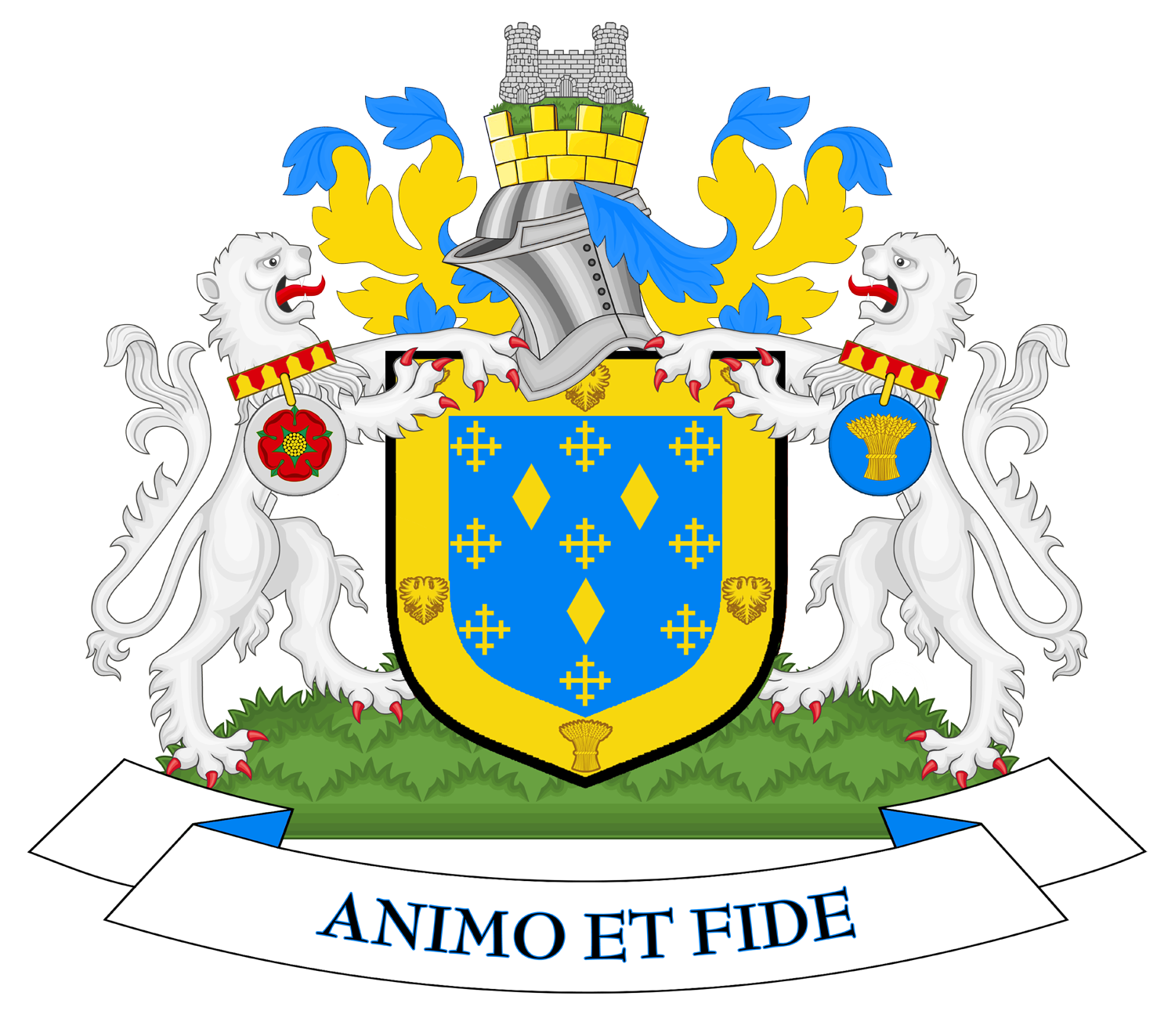
시 문장